# Tarik Oulida
Tarik Oulida (ur. 19 stycznia 1974) – holenderski piłkarz występujący na pozycji pomocnika.

## Kariera klubowa
Od 1992 do 2004 roku występował w klubach AFC Ajax, Sevilla FC, Nagoya Grampus Eight, Sedan Ardennes, Consadole Sapporo i Den Haag.